# Znamenite riječke građevine

## Crkva Svetog Jerolima
Crkva Svetog Jeronima (San Gerolimo) svojim elegantnim kasnobaroknim pročeljem definira istočno krilo Municipija i daje Trgu osobito nobilan ton. Crkvu su izgradili zajedno sa sklopom Augustinskog samostana feudalni gospodari Rijeke, grofovi Devinski. Gradnja je započeta 1315. godine u vrijeme Ugona II., a završena je 1408. godine, kada je Rijekom upravljao njegov unuk Ugon VI. Budući da je grad Rijeku svojom oporukom iz 1358. godine Ugon VI. ostavio svome zetu Raimbertu Walseeu, na tu je feudalnu obitelj prešlo patronatstvo nad samostanom i Crkvom Svetog Jerolima, u svetištu koje se nalaze obiteljske grobnice obje feudalne dinastije.

## Sveučilišna knjižnica
Sveučilišna knjižnica sagrađena je 1887. godine za Školu za djevojčice, po projektu arhitekta Giacoma Zammattija. Zgradu Škole za djevojčice Zammattio je zasnovao po uzorima na visoku renesansu, nadahnjujući se plastičnim dekorom Sanmichelia i Palladia, osobito na drugom katu građevine. Svojim fondovima i djelovanjem Sveučilišna se knjižnica nadovezuje na knjižnicu isusovaca (1627.) i na fondove bivše Gradske biblioteke (Biblioteca civica). Na prvom katu postavljena je stalna kulturno-povijesna izložba Glagoljica. Prikazan je evolucijski razvoj staroslavenskog pisma glagoljice. Izložene su kopije kamenih natpisa (Bašćanska ploča i drugi), kopije rukopisa pravnih i crkvenih tekstova, knjige tiskane glagoljskim slovima u Kosinju i u Rijeci, te crkvene knjige koje su bile u upotrebi i u XX. stoljeću. Bibliotečni fond sastoji se od zbirke "Fluminensia", zbirke rijetkosti (21 prvotisak - inkunabula), zbirke "Adriatica", grafičke zbirke i zbirke gramofonskih ploča. Fond knjižnice je velik: ima oko 300.000 svezaka knjiga, 53.000 svezaka časopisa, 14.000 svezaka novina i dr. Na cijelom drugom katu nalazi se Muzej moderne i suvremene umjetnosti.

## Muzej moderne i suvremene umjetnosti
Muzej moderne i suvremene umjetnosti smješten je na drugom katu zgrade Sveučilišne knjižnice. Ta je muzejska ustanova, osnovana na inicijativu akademika, akademskog slikara Vilima Svečnjaka, za javnost otvorena 2. svibnja 1949. godine. U zgradi Radio - Rijeke nalazi se izložbeni prostor - Mali salon. Svrha Muzeja je upoznati javnost s razvojem suvremene umjetnosti na tlu Hrvatske, te predočiti likovno stvaralaštvo u Rijeci i regiji od početka 19. stoljeća do danas. Galerija organizira bijenalne izložbe; Biennale mladih i Međunarodnu izložbu originalnog crteža; regionalne izložbe hrvatskih slikara i kipara; samostalne i kolektivne izložbe domaćih i stranih umjetnika.

## Pomorski i povijesni muzej hrvatskog primorja
Pomorski i povijesni muzej hrvatskog primorja (trg Riccarda Zannele 1) osnovan je 1876. godine. Muzej prikazuje okvirni pogled povijesnog razvoja pomorstva (modeli brodova, slike jedrenjaka, portreti kapetana 19. i 20. stoljeća) i kulture Rijeke i riječke regije (arheološki i hidroarheološki nalazi, numizmatika); posjeduje zbirku oružja, umjetnog obrta, osobito namještaja iz 17. do 19. stoljeća, zbirku slika i grafika (17. do 20. stoljeća), te arhivalije. Dio muzejskog postava ima ambijentalno uređene prostore nekadašnje Guvernerove palače s kraja 19. stoljeća. U muzeju je izložena vrijedna memorijalna zbirka dr. Franje Kresnika (1869. – 1943.), poznatog graditelja gudačkih instrumenata. Iz fundusa etnografskog odjela prikazan je samo dio narodnih nošnji regije.

## Muzej grada Rijeke
Muzej grada Rijeke (trg Riccarda Zannele 1) utemeljen je 1961. godine kao Muzej narodne revolucije. Skupštuna općine Rijeka odlučila je 1965. godine izgraditi suvremenu muzejsku zgradu u kojoj će se predstaviti povijesna građa grada, posebno građa iz NOB-a (1941. – 1945.) i to sjedinjenju Rijeke s maticom zemljom Hrvatskom. Projekt je povjeren arhitektu Nevenu Šegviću (nagrada "Borbe" 1977. godine) koji je, uz muzejske suradnike, likovno riješio muzejski prostor. Muzejska građa je u novu zgradu smještena 1976. godine. Muzejski fundus tvore: zbirke fotografija, predmet likovnih djela i tiska Rijeke, te zbirke i dokumenti memoarske građe radničkog pokreta Rijeke i okolice. U godini 1944. odlukom Gradskog vijeća Grada Rijeke Muzej proširuje svoje djelovanje na daljnje sistematsko sakupljanje, čuvanje, stručnu i znanstvenu obradu sveukupne kulturne, znanstvene baštine, te gospodarske starije i novije povijesti grada. Stoga i dobiva novo ime: Muzej grada Rijeke. 

## Prirodoslovni muzej
Prirodoslovni muzej (Šetalište Vladimira Nazora 3) otvoren je za javnost 1. svibnja 1946. godine na inicijativu ljubitelja prirode Maria Rossia odlukom NOO-a Rijeka. Prijedlog za osnivanje prirodoslovnog muzeja Liburnije dao je čuveni prirodoznanstvenik Josef Roman Lorenz von Liburnau 1876. godine. Gradski muzej u Rijeci od te je godine otkupljivao privatne kolekcije i bogatio zbirku darovima, stvorivši fond koji je, uz brojne druge zbirke, postao temeljem novootvorenoga specijaliziranog regionalnog muzeja. U muzeju su prikazanipaleontološki, mineraloški i petrografski izlošci kojima je protumačena geologija regije. Botanička zbirka u hodnicima izlaže herbarski materijal. U prizemlju su izloženi primjerci morske faune, a na prvome katu kralježnjaci riječke regije. 

## Katedrala Svetog Vida
Crkva Svetog Vida, isusovačka rotonda (sada Katedrala) sagrađena je na mjestu srušene crkvice posvećene zaštitniku Rijeke Svetom Vidu. Gotov projekt za gradnju, koja je počela 15. lipnja 1638. godine, donijeli su isusovci. Gradnja je s prekidima trajala stotinu godina. Kupolu i oratorije za redovnike na prvom katu izgradio je gotički arhitekt Bernardin Martnuzzi 1727. godine. Ta reprezentativna građevina ima dodirnih točaka s venecijanskom crkvom Sta Maria della Salute.

## Riječka sinagoga
Ortodoksna sinagoga izgrađena je 1930. godine prema nacrtima inženjera G. Angyala i P. Fabra, kao objekt reduciranih ukrasa i simbola na pročelju, jednostavnih arhitektonskih linija koje slijede stil moderne s mediteranskim utjecajem. Unutrašnjost sinagoge podijeljena je na pretprostor i dio za obred u tri dijela, s tri prozora na bočnoj strani zgrade i uz balkon za žene s odvojenim ulazom. Nekada je na tlu današnje Hrvatske postojalo 79 sinagoga od kojih su samo 23 bile namjenski građene. Danas je riječka sinagoga jedna od triju u Hrvatskoj - uz sinagoge u Dubrovniku i Splitu - sa sačuvanom originalnom funkcijom te predstavlja vrijedan spomenik kulture i tradicije Židova u Rijeci. Reprezentativnu riječku Sefardsku sinagogu su 1944. spalili nacisti.

## HNK Ivana pl. Zajc
Nakon rušenja starog Adamićeva kazališta grad je odlučio sagraditi novo moderno kazalište, za koje je 1883. projekt naručen u Bečkom ateljeru Fellner i Helmer, specijaliziranom za gradnju suvremenih srednjovjeuropskih kazališta. Velebna kazališna kuća otvorena je 3. X. 1885. godine. Svojim harmoničnim volumenom dominira trgom; vanjski je plašt riješen odmjereno u stilu visoke renesanse, dok je unutrašnjost raskošan dekor preuzet iz visokobaroknog ornamentalnog repertoara. Pozlaćene štukature krase lože, prosencij i strop, na kojemu su slike Fr. Matscha i suradnika Gustava i Ernesta Klimta. Umjesto akroterija, na timpanonu je grb Rijeke, a na vijencu su alegorične kompozicije "Drama" i "Muzika", rad venecijanskog kipara Augusta Benvenuttia. Grupu "Apolon s ninfama", smještenu u zabatnom trokutu, izvela je Bečka kiparska zadruga Kauffungen i Fritsch. Svi su oni stalni suradnici bečkog ateljera. Kazališnu zgradu elektrificirala je bečka tvrtka Kremenczky, te je na dan generalne probe 1885. godine prvi put službeno zablistalo električno svjetlo u Rijeci. Zgrada je građena za potrebe sezonskog teatra. Nakon posljednje obnove, dovršene 1981. godine, zgrada je modernizirana i funkcionalno prilagođena potrebama stalnog kazališta, dobila je pokretnu pozornicu i suvremene tehničke uređaje. Poznati slikar Oton Gliha izradio je novi zastor, na kojem su prikazane primorske gromače. Pred kazalištem u parku smješten je kip Riječanina, hrvatskog skladatelja Ivana pl. Zajca, po kojemu kazalište nosi ime.

## Riječki neboder
Sagrađen je na prijelazu 1930-ih u 40-e godine 20. stoljeća, prema projektu Umberta Nordia, uglednog tršćanskog arhitekta toga doba. Izvorno je nazvan palača Arbori (palazzo Àrbori), a Riječani su ga tada zvali "Kašetjer".

## Unutarnje poveznice
- Palača Direkcije željeznica u Rijeci